# Spitz finlandés
El Spitz finlandés —en finés: Suomenpystykorva— es una raza canina de tipo spitz originaria de Finlandia. Fue criado originalmente para cazar todo tipo de ardillas y otros roedores. En su país natal aún se usa principalmente como un perro de caza. La raza es amigable y en general se lleva bien con los niños, por lo que es conveniente para la vida doméstica. El Spitz finlandés ha sido el perro nacional de Finlandia desde 1979.

## Historia
Cuando las tribus ugrofinesas atravesaron Eurasia en dirección a Finlandia, llevaron con ellos perros Spitz.
En un principio se desarrollaba en su propia variedad pura, pero a principios del siglo XIX influencias de otras razas arrasaron la pureza. A finales del siglo XIX dos deportistas finlandeses descubrieron algunos ejemplares que aparentemente no habían sido cruzados y los utilizaron para rescatar la raza.
Comienza a ser criado en Estados Unidos en los años 1960 y consigue ser reconocida por el American Kennel Club en 1988. Aunque en EE. UU. se valora como mascota, en Finlandia aún se utiliza para la caza, especialmente la del urogallo.

## Temperamento
Es independiente y algo testarudo. Está atento, es curioso y juguetón pero también sensible y tiende a ser fiel a una sola persona. Puede ser agresivo con perros extraños y reservado con gente extraña.

## Mantenimiento
Necesita un largo paseo o una sesión de juego a diario. La doble capa de manto requiere cepillado una o dos veces por semana y más a menudo en época de muda.